# 8104-es mellékút (Magyarország)
A 8104-es számú mellékút egy négy számjegyű, nagyjából 14 kilométeres hosszúságú mellékút Pest vármegye délnyugati részén, Budapest budai agglomerációjában. Biatorbágy és Érd között biztosít más, magasabb rendű útvonalaknál kellemesebb, kevésbé forgalmas összeköttetést, az útba eső települések érintésével.

## Nyomvonala
A 8101-es útból ágazik ki Biatorbágy központjában dél-délkeleti irányban; később is nagyrészt ebben az irányban halad. A település déli részén kiágazik belőle nyugati irányban az Etyek-Alcsútdoboz felé vezető 8106-os út. Elhalad a Biatorbágyhoz tartozó Gesztenyés üdülőövezeti településrész mellett, majd Sóskútra ér. Ott kiágazik belőle a 81 107-es út nyugatra, a zsáktelepülésnek számító Pusztazámor felé, majd tovább halad délkeleti irányban; a községhatár közelében még kiágazik belőle a 8107-es út is.
Tárnok település területére való beérkezésével szinte egy időben elhalad az M7-es autópálya alatt, majd ott beletorkollik a település déli része felől a 81 104-es út. Érd területére érve ér véget; eredetileg Érden a 7-es főútba csatlakozott be, később a főutat ezen a szakaszon kissé távolabb, keletebbre helyezték a város lakott területeitől. Az utolsó, iránytörés utáni szakasza eredetileg a 7-es főút Érden átvezető szakaszának részét képezte.
Teljes hossza, az országos közutak térképes nyilvántartását szolgáló kira.gov.hu adatbázisa szerint 14,195 kilométer.

## Települései
- Biatorbágy
- Sóskút
- Tárnok
- Érd

## Története
1934-ben a kereskedelem- és közlekedésügyi miniszter 70 846/1934. számú rendelete harmadrendű főúttá nyilvánította, 803-as útszámozással. A döntés annak ellenére született meg, hogy (a rendelet alapján 1937-ben kiadott közlekedési térkép tanúsága szerint) az útnak a Sóskút-Bia szakasza akkor még nem épült ki.